# Jordi Adroher
Jordi Adroher i Mas (Ribas de Freser, Gerona 22 de noviembre de 1984) es un jugador español de hockey patines.

## Palmarés selección
- 2 Campeonatos del Mundo "A"  (2009, 2017)
- 4 Campeonatos de Europa (2010, 2018)